# 一宮市尾西市民会館
一宮市尾西市民会館（いちのみやしびさいしみんかいかん）は、愛知県一宮市にある文化施設。

## 概要
尾西市の施設として、1970年（昭和45年）12月、尾西市民会館として開館。2005年（平成17年）4月1日に一宮市が尾西市を編入することに伴い一宮市尾西市民会館に改称する。
建物はRC構造3階建。延床面積は3,869.87m2

## 施設概要
大ホール
- 客席：固定席823席、車いす席4席[4]
- 舞台（間口17.0m、奥行12.0m、高さ7.0m）[4]
- 楽屋4室[5]
- 浴室1室[5]
- 控室[5]

展示場
ロビー兼用。広さは714m2。

## 利用案内
- 使用時間：
  - 8:30 - 21:30（大ホール）[7][2]
  - 9:00 - 19:00（展示場）[7][2]
- 休館日：毎月第1・第3火曜日、年末年始（12月29日 - 1月3日）[7][2]

## 交通アクセス

### 公共交通機関
- 名鉄バス「尾西庁舎」バス停下車、徒歩約1分
  - 名古屋鉄道名古屋本線・尾西線名鉄一宮駅、JR東海東海道本線尾張一宮駅（一宮駅バスターミナル）より【20】尾張中島、【21】起、【26】蓮池、【27】西中島行き。
- i-バス【150】尾西北コース、【160】尾西南コース「尾西庁舎」バス停下車、徒歩約1分

### 自動車
- 県道18号大垣一宮線「尾西庁舎北」交差点を南下、約100m。
- 駐車場 406台[8]

## 周辺施設
- 一宮市役所尾西庁舎
- 一宮市立尾西図書館
- 尾西郵便局
- いちい信用金庫尾西支店
- 泰玄会病院